# Desenvolvimento de software para Android

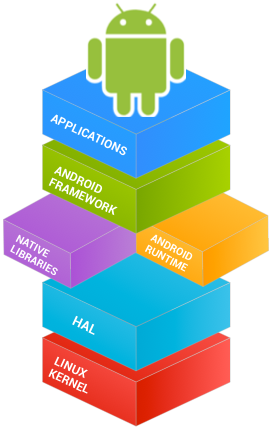
A pilha de componentes que compõe o sistema Android

Desenvolvimento de software para Android é o processo pelo qual um novo aplicativo é criado para o sistema operacional Android. Aplicativos são geralmente desenvolvidos na linguagem de programação Java usando o Android software development kit (SDK), mas outros ambientes de desenvolvimento estão também disponíveis.
Desde julho de 2013, mais de um milhão de aplicativos foram desenvolvidos para Android, com mais de bilhões de downloads. Uma pesquisa em Junho indicou que mais de 67% dos desenvolvedores usaram a plataforma, no tempo da publicação.

## Ferramentas oficiais de desenvolvimento

### Android SDK
O Kit de Desenvolvimento de Software (SDK) do Android inclui uma lista compreensiva de ferramentas de desenvolvimento. É incluído um debugger, bibliotecas, um emulador baseado em QEMU, documentação, códigos de exemplo e tutoriais. As plataformas suportadas para o desenvolvimento incluem sistemas operacionais baseados em Linux, Mac OS X 10.5.8 ou superior e Windows XP ou superior.
Até o final de 2014, o ambiente de desenvolvimento integrado (IDE) oficial era o Eclipse, utilizando o plugin Android Development Tools (ADT). Em 2015, Android Studio, feito pela Google e com IntelliJ é a IDE oficial.
Aplicativos de Android consistem em arquivos do formato .apk e são armazenados no diretório /data/app do sistema operacional. Esta pasta é acessível somente ao usuário root por razões de segurança.

#### Modo de uso
O projeto "helloworldapp" usando o Android Studio para criar um aplicativo móvel com a linguagem de programação Kotlin, que irá exibir na tela a mensagem "Oi Mundo!".

O código do arquivo MainActivity.kt define o layout de visualização do aplicativo e, em seguida localiza um TextView com o id "textView" e define seu texto/conteúdo a ser exibido como a frase "Oi Mundo!"...
```
package
 
com.example.helloworldapp

    
import
 
androidx.appcompat.app.AppCompatActivity

    
import
 
android.os.Bundle

    
import
 
android.widget.TextView

    
class
 
MainActivity
 
:
 
AppCompatActivity
()
 
{

        
override
 
fun
 
onCreate
(
savedInstanceState
:
 
Bundle?)
 
{

            
super
.
onCreate
(
savedInstanceState
)

            
setContentView
(
R
.
layout
.
activity_main
)

            
val
 
textView
 
=
 
findViewById
(
R
.
id
.
textView
)

            
textView
.
text
 
=
 
"Oi Mundo!"

        
}

    
}

```

O código do arquivo activity_main.xml define o layout no formato XML, onde configura um TextView com o id "textView" e define seu texto/conteúdo como "Oi Mundo!"...
```
<?xml version="1.0" encoding="utf-8"?>

        
<androidx.constraintlayout.widget.ConstraintLayout
 
xmlns:android=
"http://schemas.android.com/apk/res/android"

            
xmlns:app=
"http://schemas.android.com/apk/res-auto"

            
xmlns:tools=
"http://schemas.android.com/tools"

            
android:layout_width=
"match_parent"

            
android:layout_height=
"match_parent"

            
tools:context=
".MainActivity"
>

            
<TextView

                
android:id=
"@+id/textView"

                
android:layout_width=
"wrap_content"

                
android:layout_height=
"wrap_content"

                
android:text=
"Oi Mundo!"

                
app:layout_constraintBottom_toBottomOf=
"parent"

                
app:layout_constraintLeft_toLeftOf=
"parent"

                
app:layout_constraintRight_toRightOf=
"parent"

                
app:layout_constraintTop_toTopOf=
"parent"
 
/>

        
</androidx.constraintlayout.widget.ConstraintLayout>

```

#### Android Debug Bridge
O Android Debug Bridge (ADB) é um kit de ferramentas incluso no Android SDK. Consiste de programas tanto de cliente quanto de servidor que comunicam entre si. O ADB é tipicamente acessado através da interface de linha de comando, apesar de que existem inúmeras interfaces gráficas de usuário para controlar o ADB.
O formato usual de comandos no ADB é tipicamente:
adb [-d|-e|-s <númeroSerial>] <comando>

### Android NDK
O Native Development Kit (NDK) é um conjunto de ferramentas disponibilizadas pelo Google que permite que códigos desenvolvidos em linguagem de programação C/C++ sejam reaproveitados no desenvolvimentos de projetos para dispositivos Android.
Esta ferramenta deve ser utilizada por programadores experientes pois aumenta a complexidade do código. Em contrapartida, permite que códigos complexos, bem testados e validados em outros dispositivos, possam ser integrados no Android, evitando retrabalho.
Também é utilizado quando o desempenho é primordial, como em simuladores físicos, jogos ou programas gráficos.

#### IDE para Desenvolvimento
Antigamente o NDK só podia ser utilizado por linha de comando ou no Eclipse. Hoje é possível utilizar o Android Studio e o Gradle para desenvolver os projetos.

#### Modo de uso[8]
Basicamente o NDK permite que você inclua todos seu código nativo em C/C++ e também utilize as bibliotecas padrão do C/C++.

O código nativo é colocado em um pasta, normalmente chamada de JNI. Já na parte do código Android em Java, é feita a chamada de método responsável por carregar a biblioteca nativa:
```
System
.
loadLibrary
(
"library"
);

```

Também na parte Java, devem ser criados métodos que representarão os métodos nativos. Utiliza-se a palavra chave "native", como no exemplo:
```
public
 
native
 
void
 
methodA
();

public
 
native
 
int
 
methodB
(
String
 
str
,
 
int
 
b
);

```

Finalmente, deve ser criado um arquivo em linguagem C que fará a ligação dos métodos acima citados com os métodos nativos. Utiliza-se a técnica de JNI para alcançar este objetivo. Segue um simple exemplo:
```
JNIEXPORT
 
void
 
JNICALL

Java_br_com_package_JavaClass_methodA
(
JNIEnv
 
*
env
,
 
jobject
 
instance
)
 
{

    
c_methodA
();

}

JNIEXPORT
 
jint
 
JNICALL

Java_br_com_package_JavaClass_methodB
(
JNIEnv
 
*
env
,
 
jobject
 
instance
,
 
jstring
 
str
,

                                                            
jint
 
b
)
 
{

    
const
 
char
 
*
c_str
 
=
 
(
*
env
)
->
GetStringUTFChars
(
env
,
 
str
,
 
0
);

    
int
 
ret
 
=
 
c_methodB
(
c_str
,
 
b
);

    
(
*
env
)
->
ReleaseStringUTFChars
(
env
,
 
str
,
 
c_str
);

    
return
 
ret
;

}

```

Note que nas linhas 3 e 10 são feitas as chamadas para os métodos nativos C.